# ده فرمان (فیلم ۱۹۲۳)
ده فرمان (انگلیسی: The Ten Commandments) فیلمی در ژانر درام به کارگردانی سیسیل ب دومیل است که در سال ۱۹۲۳ منتشر شد.
سیسیل ب دومیل بعدها و در سال ۱۹۵۶ نسخه ای عظیم‌‎تر، پرخرج‌‎تر و به صورت رنگی از این فیلم را با همین نام ده فرمان و عمدتا بر اساس آموزه‌های یهودیت ساخت که بسیار مورد توجه قرار گرفت و موفقیت‌های زیادی هم در پی داشت.

## بازیگران
- تئودور روبرتز
- ریچارد دیکس
- استل تیلور
- لیاتریس جوی
- نیتا نالدی
- چارلز استانتون اوگل
- اگنس ایرز
- جولیا فی
- رود لا رک
- چارلز فارل
- ادیث چپمن
- یوجین پلت
- جیمز نیل
- رکس اینگرام